# Почтовая (станция)
Почто́вая (укр. Поштова) — железнодорожная станция в Крыму. Расположена в посёлке городского типа Почтовое в Бахчисарайском районе Крыма.

## История

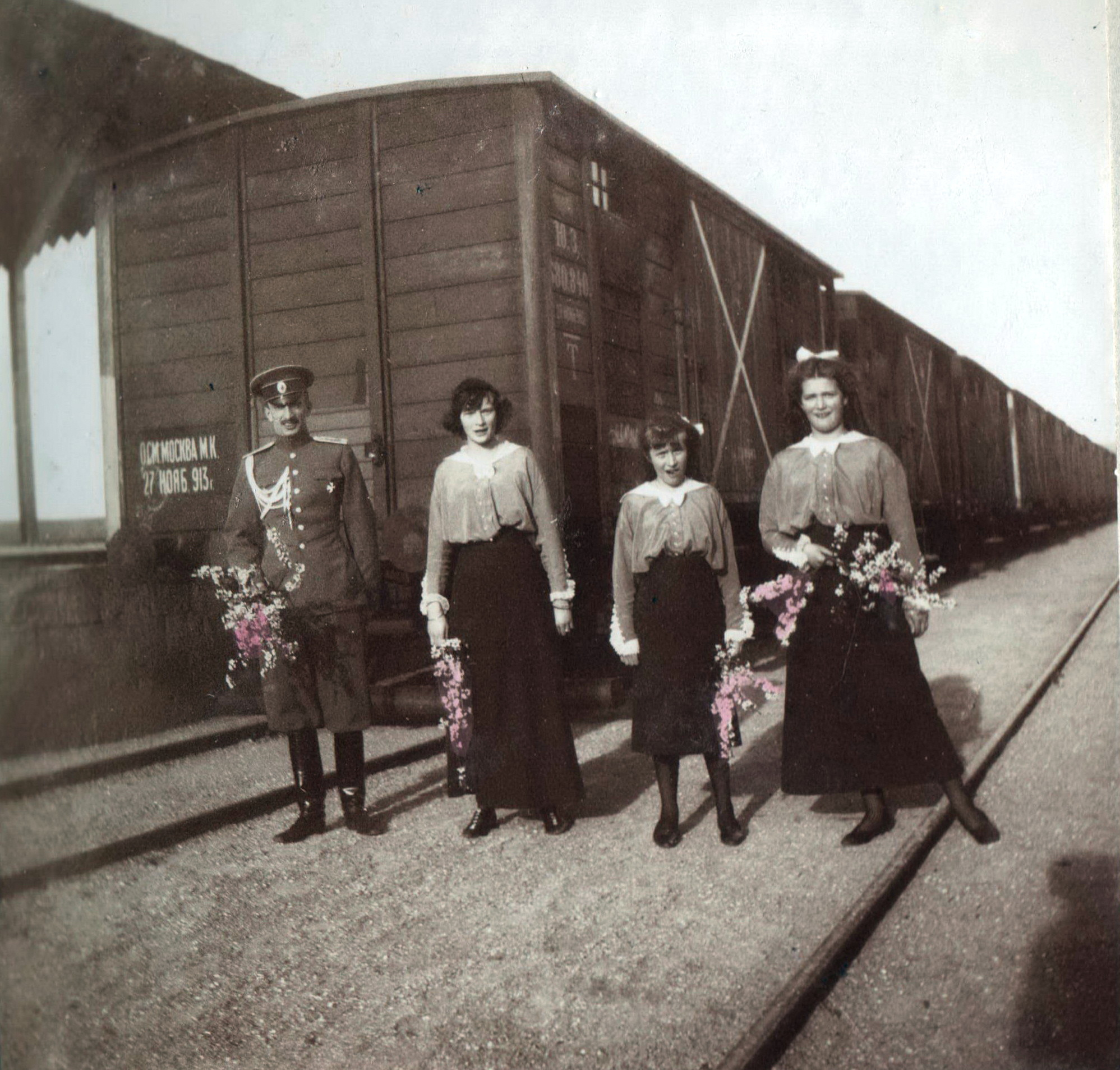
Офицер и Великие княжны Татьяна, Анастасия и Мария на станции Альма, 1914

Станция сооружена в 1875 году, при строительстве Лозово-Севастопольской железной дороги. Первоначально называлась Альма, был присвоен статус станции 4-го класса. Основным предназначением станции был вывоз фруктов: с июня по ноябрь 1892 года их было отправлено 126343 пуда (в основном яблок). Согласно «Памятной книжке Таврической губернии на 1900 год», на станции Альма, на 883 версте, совершали пятиминутную остановку Севастопольский почтовый поезд № 3 и товарно-пассажирский № 7 с вагонами I, II и III классов. В начале XX века среднегодовой грузооборот станции Альма составлял 424 тысячи пудов. Водонапорная башня, в мавританском стиле, была сооружена на средства эмира бухарского. На 1917 год при станции работала больница (врач Е. И. Крыжановская-Сецинская и 2 фельдшера).
Согласно Списку населённых пунктов Крымской АССР по Всесоюзной переписи 17 декабря 1926 года, на железнодорожной станции Алма, Базарчикского сельсовета Симферопольского района, числилось 32 двора, все некрестьянские, население составляло 111 человек (61 русский, 43 украинца, 6 белорусов). В 1952 году станция Альма была переименована в Почтовую.
На станции останавливаются все пригородные поезда. Время движения от Симферополя около 25 минут, от Севастополя — около 1 часа 25 минут.